# Lelio Orsi
Pour les articles homonymes, voir Orsi.
Lelio Orsi (Novellara, ca.1508/1511 - Novellara, 1587) est un peintre, dessinateur et architecte italien de la Renaissance, connu pour sa vision du maniérisme.

## Biographie
Lelio Orsi a eu comme maître Giovanni Giarola (en), lui-même élève du Corrège. Orsi travaille déjà en 1538 à Reggio d'Émilie, possession du Duc Ercole II d'Este, comme Ferrare et Modène, où il a laissé plusieurs cycles de fresques sur les façades des bâtiments, maintenant en grande partie perdue (la tour de l'horloge et le Palazzo dell'Arte della Lana). En 1543, il est en contact avec Girolamo Mazzola Bedoli à Reggio. Entre octobre 1545 et janvier 1546 Lelio Orsi séjourne à Rome, auprès de Giulio Cesare Gonzaga, clerc de la Chambre apostolique auprès du pape Paul III Farnese, et s'occupe notamment de rénover et embellir le Palais Branconio dell’Aquila. Il y découvre les œuvres de Raphael, Michel-Ange, Perin del Vaga, Sebastiano del Piombo, Giulio Romano. Au même moment Titien se trouve à Rome pour exécuter des portraits pour le Pape Paul III Farnese. De retour à Reggio, Lelio Orsi, impliqué dans un crime de sang, est jugé et condamné à l'exil. Contraint de se retirer dans le comté de Novellara, sa ville natale, où il a travaillé au service des Comtes Gonzaga de Novellara, branche cadette de la famille Gonzague de Mantoue, il y trouve la protection de la comtesse de Novellara, Costanza da Correggio, qui parvint à le faire disculper dans la complicité de meurtre du chevalier Bojardi / Boiardi, homme d'armes au service des Este de Reggio Emilia. La famille Gonzague l'a sollicité dans les projets de décoration des églises, des palais et des demeures comtales (ses fresques sont conservées en partie au Musée Gonzague de Novellara et en partie la Galleria Estense à Modène). Il est lié à la famille Gonzague, a travaillé à son service, et devient un membre apprécié de la Cour. Lelio Orsi influence le sculpteur Federico Brandani, pour l'Oratoire Saint Joseph à Urbino. Vers 1550, il séjourne à Rome et à Venise, en compagnie des comtes de Novellara. En 1567, il regagne Reggio où il décède vingt ans plus tard, en 1587. Il a plusieurs enfants dont Fabrizio, Isabella, Corinzia, Scipione, Elisabetta. Un de ses fils meurt assassiné à Reggio. De nombreuses œuvres ont été perdues.

## Œuvres
- Saint Georges terrassant le dragon (1550), huile sur toile, Musée de Capodimonte, Naples.
- Le Martyre de sainte Catherine d'Alexandrie (1560), Galleria Estense, Modène.
- Portrait d’Alfonso II Este , duc de Ferrare, Modène et Reggio. Une copie  d’après ce modèle est exposée au château d’Azay-le-Rideau. Localisation inconnue.
- Portrait d’une duchesse Gonzaga
- Portrait de Costanza da Correggio, localisation inconnue.
- Sainte Cécile et Saint Valérien (v. 1555), Galerie Borghèse, Rome.
- Le Chemin d'Emmaüs (1560-1565), National Gallery, Londres.
- Le Christ au roseau, (v. 1565-1575), musée Fabre, Montpellier.
- Noli me tangere (1575), Wadsworth Atheneum, Hartford.
- Ganymède enlevé par Zeus déguisé en aigle, Galleria Estense, Modène.
- Le Christ jardinier et les Pèlerins d'Emmaüs, dessin, Musée du Louvre, Paris.
- Le Jugement Universel, peinture, collection privée, Parme, Italie
- Vénus et les Amours dans la forge de Vulcain et Mars apportant ses armes, dessin, musée du Louvre, Paris.
- Cycle du char d'Apollon : Le Midi ou Allégorie de l'Été, musée du Louvre, Paris.
- La Création du Soleil à l'équinoxe du Printemps, musée du Louvre, Paris
- Le Combat des chevaux, musée du Louvre, Paris
- La Christ aux mille croix, musée du Louvre, Paris
- Conversion de saint Paul, musée du Louvre, Paris

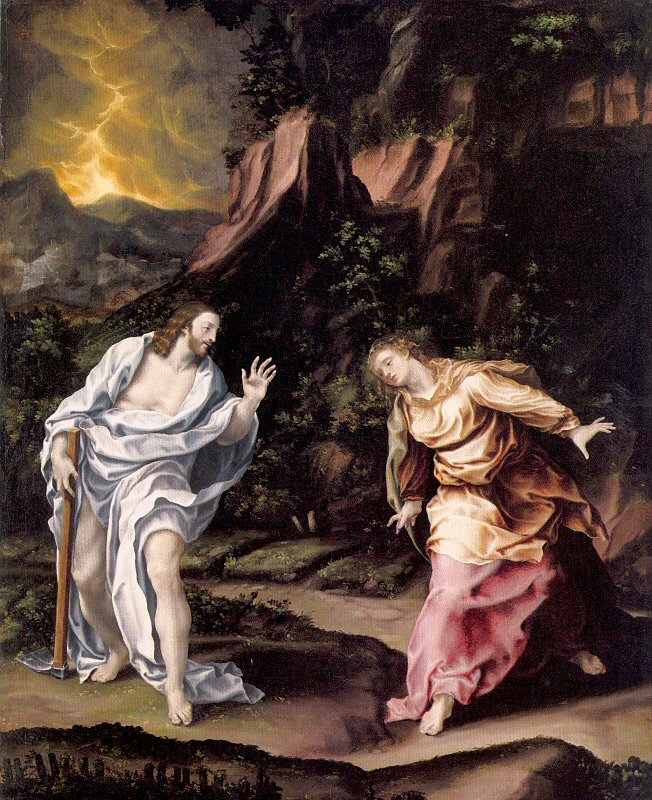
Noli me tangere, Wadsworth Atheneum, Hartford.
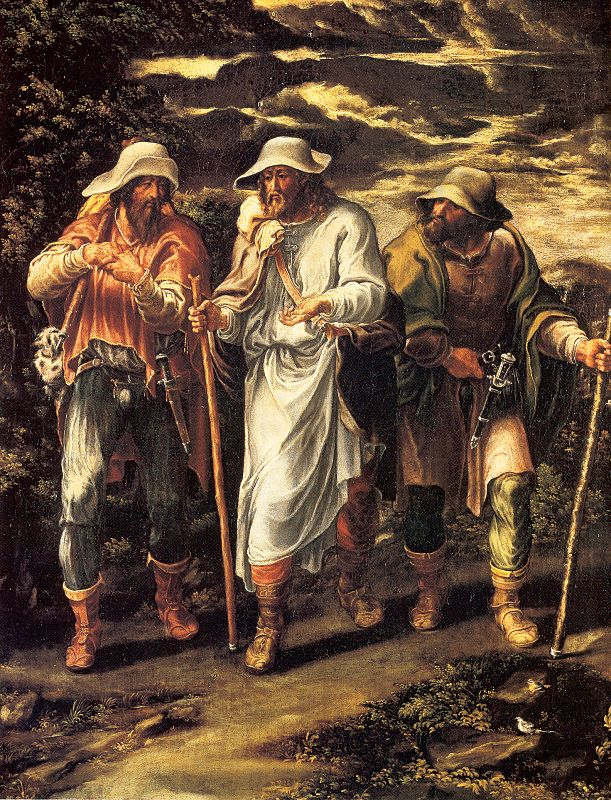
Le Chemin d'Emmaüs, National Gallery, Londres.
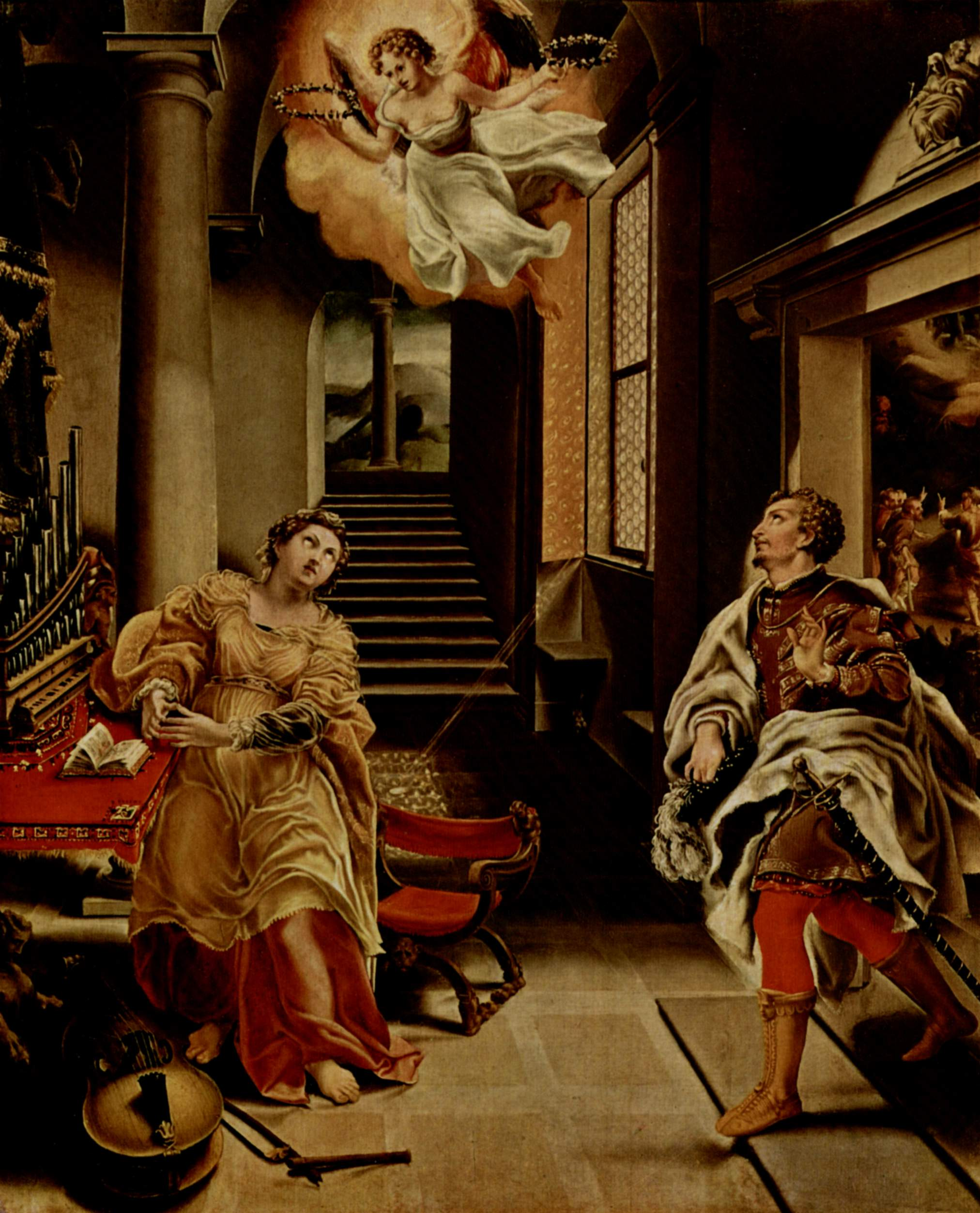
Sainte Cécile et Saint Valérien, Galleria Borghese, Rome.